# ターゲットオーディエンス
ターゲットオーディエンス (英: target audience)は出版物、広告、やメッセージなどが意図しているオーディエンスのこと。マーケティングおよび広告では、特定の広告またはメッセージの配信先として識別される、所定のターゲット市場内の特定の消費者グループのことを指す。 幅広いターゲット市場を持つ企業は、特定のターゲットオーディエンスに焦点を当てて、特定のメッセージを送信する。たとえば、ボディショップの母の日の広告は、女性の市場全体ではなく、女性の子供や配偶者を対象としている。

## ターゲット市場
ターゲット市場は、特定の条件で選択された、潜在的または現在の消費者のグループであり、企業が製品またはサービスを販売するためにマーケティングおよび広告戦略の対象とすると決定したグループのこと。  「ターゲット市場」の定義は、事業のマーケティング戦略の最初の段階であり、マーケットセグメンテーション (市場細分化) のプロセスである。市場細分化は、ニーズ、特性、行動などのさまざまな要因に基づいて、市場を選択したグループに分割することとして定義される。これにより、使用するマーケティングミックスは対象の個人に適したものになる。 市場の細分化により、企業は製品またはサービスのターゲット市場を定義し、マーケティングミックスを適用して目的の結果を達成することができる。

## ターゲットオーディエンスの決定
マーケティングキャンペーンを成功させるには、企業はターゲットオーディエンスを特定して理解する必要がある。これにより、企業は顧客の要望やニーズに合わせて製品やサービスを作成し、売上を最大化して収益を最大化する。成功したマーケティングキャンペーンは、個人のdBレベルで消費者とつながり、ビジネスが顧客との長期的な関係を築くのに役立つ（Sherlock、2014年）。
企業は、マーケティングキャンペーンが取り組む課題にどのような人々が直面しているかを知る必要がある。人々を分類するのに消費者の以下の情報を使う（Sherlock、2014年）。
- 人口統計
- サイコグラフィック
- 地理情報
- 行動

## ターゲット市場との違い

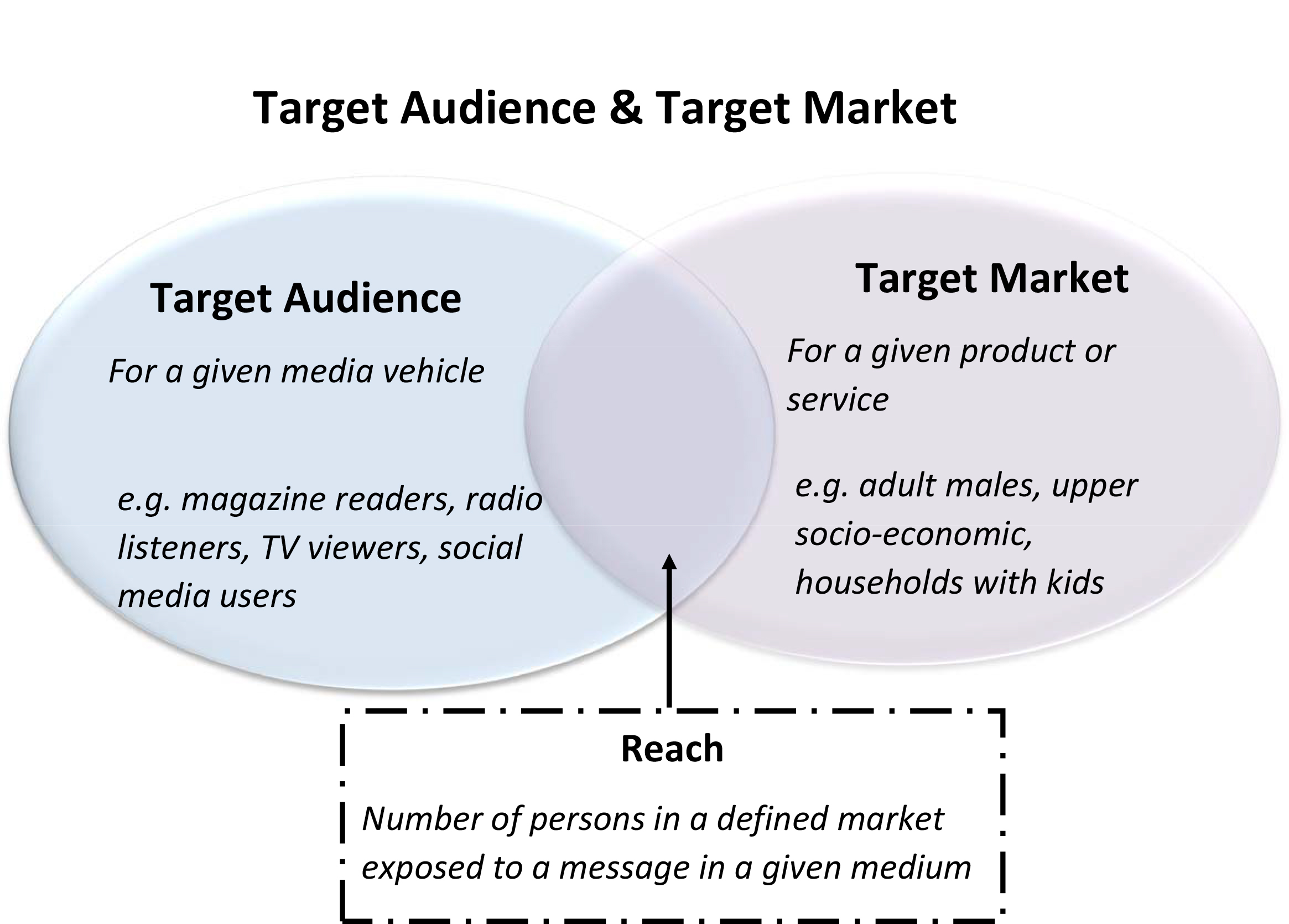
ターゲット市場とターゲットオーディエンスの関係

正しいターゲット市場を区別し、ターゲットオーディエンスを定義することは、ビジネスを所有する際の重要なステップである。この2つは非常に似ているが、違いを理解することが不可欠である。
ターゲットオーディエンスは通常、事業のマーケティングメッセージに関連付けられており、事業の製品またはサービスの利点を強調する。ターゲットオーディエンスの例は、「会社の従業員、社会全体、メディア関係者、などの様々なグループ」である（Tambien, E.,n.d. ）。 The Principles of AdvertisingとIMCの著者であり、コロラド大学の統合マーケティングコミュニケーション（IMC）大学院プログラムの創設者であるトム・ダンカンは、ターゲットオーディエンスを「ブランドメッセージに積極的に反応する大きな可能性を秘めたグループ」と定義しています（ノースウェスタン大学）（Duncan, T., 2005）。この「グループ」は、ブランドに対する前向きな相互作用を生み出すことを目的とした、広告などの特定のマーケティングコミュニケーションチャネルの対象になる（Tyson, R., 2014）。これが成功した場合、オーディエンスは、製品またはサービスを購入する他の潜在的な顧客に影響を与える上で大きな役割を果たす。この一例は、おもちゃのテレビ広告などの通信チャネルを通じて、ターゲットオーディエンスの一部である子供に届いた場合である。次に、子供はこの情報を親であるターゲット市場と共有する。親はおもちゃを購入するように子供から影響を受ける。

## ターゲットオーディエンスに到達するための戦略
ターゲットオーディエンスに到達することは、ターゲット市場のセクターの選択から始まる段階的なプロセスである。ターゲットオーディエンスへのアピールを成功させるには、効果的なキャンペーンを達成するために多くの要素を含む詳細なメディアプランが必要になる。
メディアプランでは以下の事を検討する必要がある。
1. ターゲット
2. メディアの種類
3. メディア戦術
4. メディアの媒体
5. メディアユニット
6. メディアのスケジュール
7. メディアプロモーション
8. メディアロジスティクス
9. 緊急時対応計画
10. カレンダー
11. 予算と統合マーケティング

## ターゲット市場に到達するための戦略
マーケターは、ターゲット市場を満たすために、以下の4つの基本戦略を活用できる。
- マスマーケティング (被差別型マーケティング)
- 差別型マーケティング
- ニッチマーケティング (集中型マーケティング)
- マイクロマーケティング (One-to-oneマーケティング)